# Ecaterina Oancia
Ecaterina Oancia, född 25 mars 1954 i Sângeorgiu de Pădure i Mureș, död 3 december 2024, var en rumänsk roddare.
Hon tog OS-silver i fyra utan styrman i samband med de olympiska roddtävlingarna 1988 i Seoul.